# 謝苗諾夫斯基島
謝苗諾夫斯基島是俄羅斯北部的島嶼，屬於新西伯利亞群島的利亞霍夫群島，位於拉普捷夫海東部，自在1770年被發現後面積不斷減少，1823年、1912年、1936年和1945年時面積分別為4.6、0.9、0.5和0.2平方公里，在1952年至1960年間消失。